# Crisis de Agadir
La crisis de Agadir o segunda crisis marroquí (1911) fue una crisis internacional que estuvo a punto de desencadenar una guerra entre Francia y Alemania por el control e influencia sobre Marruecos.

## Antecedentes
En 1905, Guillermo II, aprovechando una visita a Tánger, ya había proclamado que Alemania no permitiría que Marruecos pasara a ser dominado por una única potencia (Francia). Aquella amenaza fue despejada por la Conferencia Internacional de Algeciras (1906), a la que fueron convocadas todas las potencias europeas y que confió a España la zona norte y a Francia la zona sur del protectorado, eliminando el pretexto para la intervención de Alemania pero sin conceder a ésta ventaja territorial alguna.

## La crisis
En 1911 estalló una revuelta contra el Sultán de Marruecos, que en poco tiempo se ve sitiado en su palacio por los rebeldes; ante lo cual Francia y España lanzaron sendas operaciones militares para restablecer la autoridad del sultán. El incidente comenzó por el envío de un buque cañonero alemán (el navío "Panther") al puerto atlántico marroquí de Agadir (Marruecos), un enclave estratégico de importancia tanto por sí mismo (es el mejor puerto de la zona entre Gibraltar y Canarias) como por la situación de protectorado colonial francés en Marruecos, con el pretexto de defender a los comerciantes alemanes de la zona.
Esta acción fue interpretada como un nuevo desafío a Francia, tras la Primera Crisis Marroquí, pues la llegada del cañonero Panther permitiría un pretexto para que Alemania instalase una base naval en Agadir. Gran Bretaña se opuso vivamente a tal pretensión y mostró desde el inicio su apoyo a Francia como única potencia poseedora del protectorado en Marruecos. El Imperio alemán no admitía empezar un enfrentamiento en simultáneo contra franceses y británicos, por lo cual reconoció los derechos de los franceses, pero pidió a Francia una "compensación" por las presuntas "pérdidas" alemanas al no poder penetrar en Marruecos.

### Negociaciones

Desarrollo territorial de Camerún entre 1901-1972:
Kamerun alemán
Camerún británico (Septentrional y Meridional)
Camerún francés
República de Camerún

En el caso de Agadir, la activación de la diplomacia europea también consiguió la resolución de la crisis, que concluyó con la firma de un acuerdo franco-alemán por el que Alemania daba manos libres a Francia en Marruecos a la que el Imperio alemán no tendría derecho de discutir, todo esto a cambio de una parte importante del norte del Congo francés que sería cedido a Alemania para pasar este territorio a engrosar el territorio de su imperio colonial (el Neukamerun). Alemania renunciaría definitivamente a sus pretensiones sobre Marruecos tras el Tratado de Fez: como parte del tratado, Alemania reconoció las esferas de influencia francesas y españolas en Marruecos, recibiendo a cambio territorios en el Congo Medio (actual República del Congo), una colonia del África Ecuatorial Francesa, los cuales se convirtieron en parte del Camerún Alemán (Neukamerun). Estos territorios forman parte de los países hoy conocidos como Camerún, Chad, Centroáfrica, Congo y Gabón.

## Consecuencias

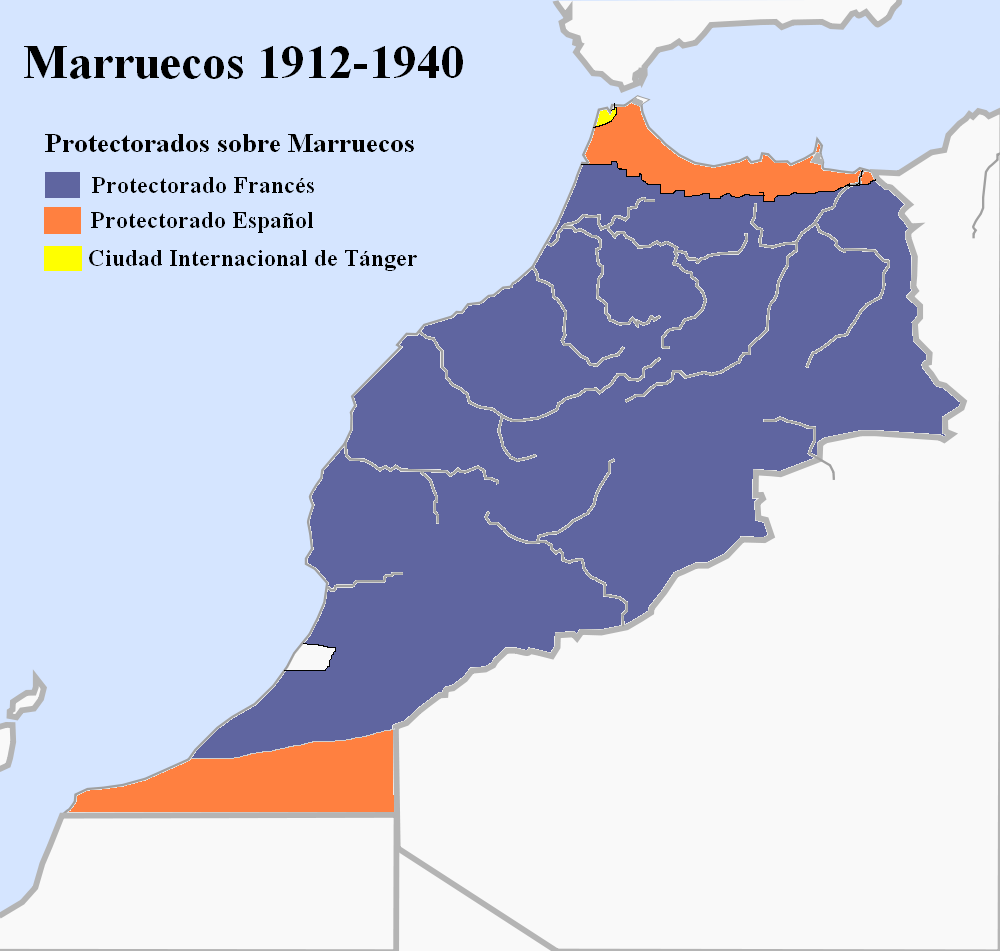
División de Marruecos tras el Tratado de Fez de 1912: Mapa del Protectorado español de Marruecos, el Protectorado francés de Marruecos y la Zona Internacional de Tánger.

Mientras la tensión internacional se agudizaba, la alianza franco-británica conocida como Entente Cordiale, recientemente incluida en lo que se conoció como Triple Entente junto al Imperio ruso, salió fortalecida al apoyar Londres resueltamente al gobierno de París. Las buenas relaciones entre los dos países venían al menos desde la resolución de la crisis de Fachoda en 1898, por su común recelo al creciente poder alemán.